# Armorique au haut Moyen Âge
 (mars 2025).

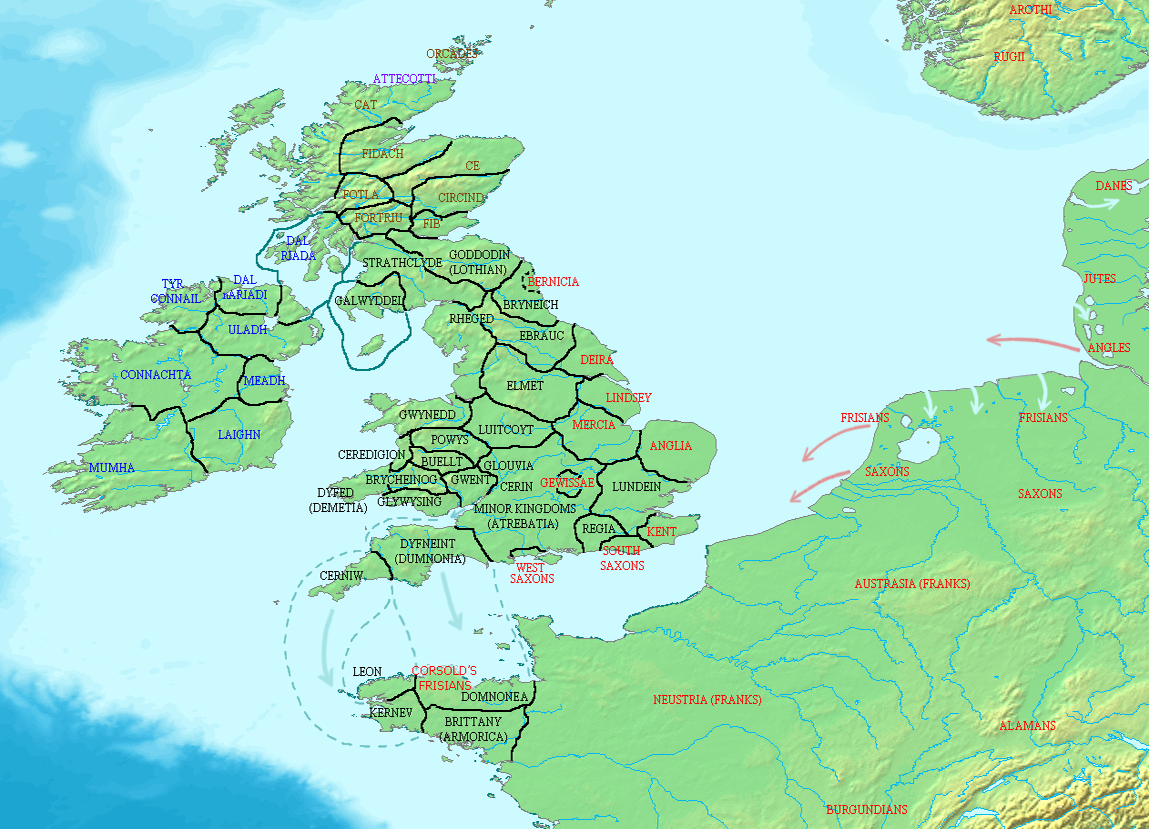
L'île de Bretagne autour des années 500. Les royaumes insulaires sont indissociables du devenir de l'Armorique à l'époque.

Chronologiquement, la période traitée est celle qui date du départ des Romains de l'île de Bretagne, jusqu'à la naissance des duchés de Bretagne et de Normandie. Elle est indissociable des mouvements de population qui ont lieu en Armorique, vaste territoire situé entre la Seine et la Loire.

## Histoire

### Chaos en Gaule romaine
Les Armoricains font partie de la coalition réunie par Aetius pour contrer l'avancée de l'Empire hunnique en Gaule en 451. Il semble qu'ensuite ils se structurent indépendamment de l'administration romaine. Le commandement militaire du « tractus Armoricanus et Nervicanus », de la Gironde au Pas de Calais et instauré en 380, a donc vécu ; il perd de son intérêt sous les coups de boutoir des colonnes de peuples entrant en Gaule romaine par l'est (406), le nord (Francs, puis Saxons face au comte Paul), et le sud (apparition du royaume wisigoth). Ces mêmes peuples ayant acquis le droit de s'installer dans l'empire par fœdus, reçurent souvent des territoires frontaliers avec pour mission la protection des frontières.

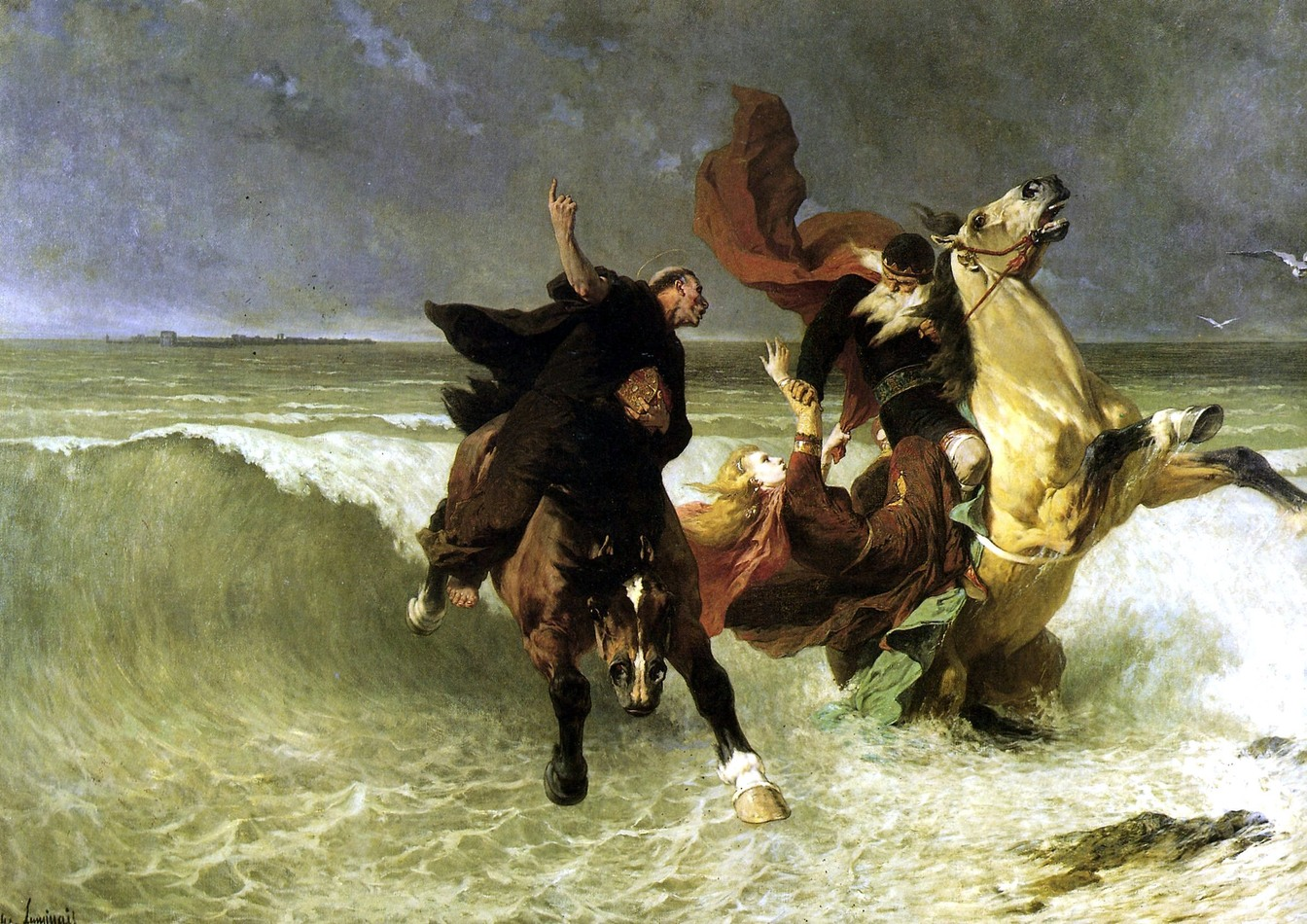
La fuite du roi Gradlon par Évariste-Vital Luminais, Musée des Beaux-Arts de Quimper. Le Haut Moyen Âge voit un phénomène de reprise des légendes fondatrices : une nouvelle ère s'amorce, où les peuples se réinventent un passé. La légende de Gradlon pour la Cornouaille armoricaine est un bel exemple local de réappropriation mythologique liée à un peuple de la Mer.

En 463, Théodoric II, roi des Wisigoths, tente d'occuper les régions au Nord de la Loire. Mais les Wisigoths menés par Frédéric, frère de Théodoric, sont battus à Orléans par Ægidius (le magister militum des Gaules), aidé par le roi franc Childéric Ier, père de Clovis Ier. En 469, Euric, un autre frère de Theodoric, renouvelle ses entreprises aux Nord de la Loire, avec le soutien d'Arvandus, préfet du prétoire des Gaules. Une armée bretonne, débarquant avec le roi Riothamus sur la basse Loire, tente de faire jonction à Déols avec les armées de l'empereur Anthémius, menées par son fils Anthemiolus. Mais Euric parvient à les en empêcher et écrase les Bretons (bataille de Déols) en 469. Riothamus et ses troupes restent néanmoins actifs aux abords de l'Auvergne au moins jusqu'en 471.
L'Armorique connaît alors une période d'instabilité liée à l'immigration des Bretons de Grande-Bretagne vers sa partie occidentale et à la prise de pouvoir par Syagrius du Domaine gallo-romain (région entre la Loire et la Somme).
C'est après la victoire de Clovis à Soissons en 486 que l'Armorique passe officiellement sous l'autorité du roi franc, par attribution de titres par l'empereur. La région reste toutefois instable, notamment de par les luttes entre les chefs locaux et les héritiers Mérovingiens qui s'affrontent, comme l'illustre le conflit entre Clotaire Ier et son fils Chramn, allié de Childebert Ier. Chramn mobilise une armée avec Conomor, un comte breton, et entreprend de défier le pouvoir du roi Clotaire ; mais l'affaire tourne court, et Chramn est exécuté.

### L'émigration bretonne
Du IVe au VIIe siècle, des Bretons émigrent des actuelles Îles Britanniques jusque dans l'ouest de l'Armorique, c'est ce qu'on appelle l'émigration bretonne. Il existe probablement plusieurs raisons à l'émigration des Bretons en Armorique, telles que l'instabilité économique et politique et la pression exercée par les Anglo-Saxons ou bien encore les Scots d'Irlande. Selon Jean-Jacques Monnier, entre le Ve et le VIe siècle, il est possible que 30 à 50 000 Bretons se soient installés en Armorique. Les Bretons, organisés en clans, sont dirigés par des rois. Ils s'implantent petit à petit en Armorique et cultivent des terres. L'influence romaine reste présente avec les techniques de combats qui sont toujours utilisées. Le nom de Bretagne commence à apparaître dans la seconde moitié du Ve siècle. Le christianisme, bien que déjà apparu au IIIe siècle, se renforce durant la période d'émigration.

### Désignation des potentats
Durant le haut Moyen Âge, l'Armorique est soumise à plusieurs sphères d’influence.
La partie occidentale de l’Armorique, à la suite de la migration de populations bretonnes, est peu à peu renommée Britannia ou bien encore Britannia in paludibus. Ce territoire correspond aux anciennes cités des Coriosolites, des Osismes et des Vénètes. À partir du IXe siècle, les comtés de Nantes et Rennes entrent dans le domaine breton, suivis de l’Avranchin et du Cotentin de manière temporaire. Traditionnellement, la Bretagne armoricaine est divisée en trois royaumes plus ou moins légendaires : la Domnonée, la Cornouaille et le Broërec. Ces potentats seront réunis sous l'autorité des rois de Bretagne au IXe siècle. Par ailleurs un État breton, plus ou moins autonome, semble exister entre 410 et 491 autour de Royaume de Blois.
Le reste de l’Armorique relève tout d’abord du domaine gallo-romain de Syagrius avant d’être intégré au royaume franc de Clovis, formant ainsi une grande partie du Royaume de Neustrie. Le Maine devient la base arrière depuis laquelle les souverains francs organisent leurs expéditions contre les Aquitains et les Bretons.
Dans la région du Bessin, des communautés saxonnes installées depuis la fin de l’Antiquité forment un ensemble homogène jouissant d’une certaine autonomie jusqu’au VIIe siècle.
La dualité entre la zone bretonne en Armorique occidentale et le monde gallo-franc se maintient jusqu’au Xe siècle, époque à laquelle le Cotentin, l’Avranchin et le Bessin passent sous le contrôle des jarls normands.

## Christianisation de l'Armorique
Avant l'arrivée des Bretons, les Armoricains sont peu christianisés en dehors des villes. Les Bretons insulaires migrent et avec eux des moines, sans volonté véritable d'évangéliser l'Armorique, mais pour pourvoir aux besoins des émigrants. Ils introduisent le christianisme celtique sur le continent[réf. nécessaire].
« La première christianisation de l'Armorique s’est faite de deux façons. Elle a commencé au IVe siècle par le sud-est (…) en transitant notamment par Lyon, puis Tours (…) ; dans les diocèses de Nantes et Rennes, il y a 84 églises dédiées à saint Martin, contre 7 plus à l'ouest. Elle ne s'était pas encore imposée en Armorique occidentale, éloignée et peu urbanisée, quand sont arrivés de Grande-Bretagne, du IVe siècle au VIIe siècle, des Bretons déjà christianisés et encadrés par des moines. Ces Bretons sont venus en colonisateurs missionnaires, par petits groupes sous la conduite de chefs socio-religieux (...). Ce qui caractérise le pays breton (surtout sa partie occidentale), c’est le grand nombre de moines et d’ermites (…). L’opinion révère ces moines fondateurs, modèles de piété (…). On ne sait pas grand-chose sur eux. Mais tous ne furent pas évêques. (...) Les communautés paroissiales étaient presque partout assez dépendantes des évêques (…) ; elles avaient, aussi bien que les évêchés, leurs saints fondateurs, notamment celles dont le nom commence par Gui ou par Plou (...). Les premiers chrétiens se disaient « saints » pour se distinguer des païens et signifier qu’ils étaient consacrés à Dieu ».
L'Armorique voit son territoire partagé en deux provinces ecclésiastiques :
- la province ecclésiastique de Tours,
- la province ecclésiastique de Rouen.

Une province ecclésiastique centrée sur Dol-de-Bretagne existe de 845 à 1209.

## Chronologie
- IVe – VIIe siècle : émigration bretonne en Armorique occidentale.
- IVe – VIIe siècle : implantation de communautés saxonnes autonomes en Gaule du Nord, plus particulièrement dans le Bessin.
- 451 : les Armoricains font partie de la coalition d'Aetius dressée face à Attila lors de la bataille des Champs Catalauniques ou Campus Mauriacus (Troyes).
- 486 : fin du Royaume de Soissons et mort de Syagrius, les Francs prennent pied en Armorique.
- 511 : mort de Clovis, son fils Clotaire hérite du Royaume de Paris, qui préfigure en partie ce que sera la future Neustrie.
- 560 : révolte de Chramn et de Conomor.
- 578 - 594 : raids des Bretons de Waroch dans le Nantais et le Rennais.
- 753 :  Pépin le Bref ravit Vannes aux Bretons et organisent la première Marche de Bretagne.
- 790 - 800 : premiers raids vikings sur les côtes de la Manche et de l'Atlantique.
- 818 : révolte du breton Murman.
- 822 : révolte du breton Wiomarc'h.
- 843 : Nantes est pillée par les Vikings.
- 849 - 907 : Royaume de Bretagne.
- 861 : création d'une Marche de Neustrie en bordure du royaume de Bretagne.
- 911 : traité de Saint-Clair-sur-Epte, Rollon reçoit le contrôle de la Basse Seine.
- 921 : Robert de France concède le Nantais et la Bretagne au chef viking Ragenold. Ce dernier fonde une principauté scandinave en Bretagne.
- 924 : la Normandie centrale passe aux mains de Rollon.
- 937 : les Vikings sont vaincus en Bretagne.
- 938 : Alain Barbetorte devient le premier duc de Bretagne.
- Vers 1010 : la Normandie est érigée en duché.